# Lilla Malmmyrtjärnen
Lilla Malmmyrtjärnen är en sjö i Härjedalens kommun i Hälsingland och ingår i Ljusnans huvudavrinningsområde.